# (18112) Jeanlucjosset
(18112) Jeanlucjosset (2000 NX17) – planetoida z pasa głównego asteroid okrążająca Słońce w ciągu 4,06 lat w średniej odległości 2,54 j.a. Odkryta 5 lipca 2000 roku.